# Herman Olof Gummerus

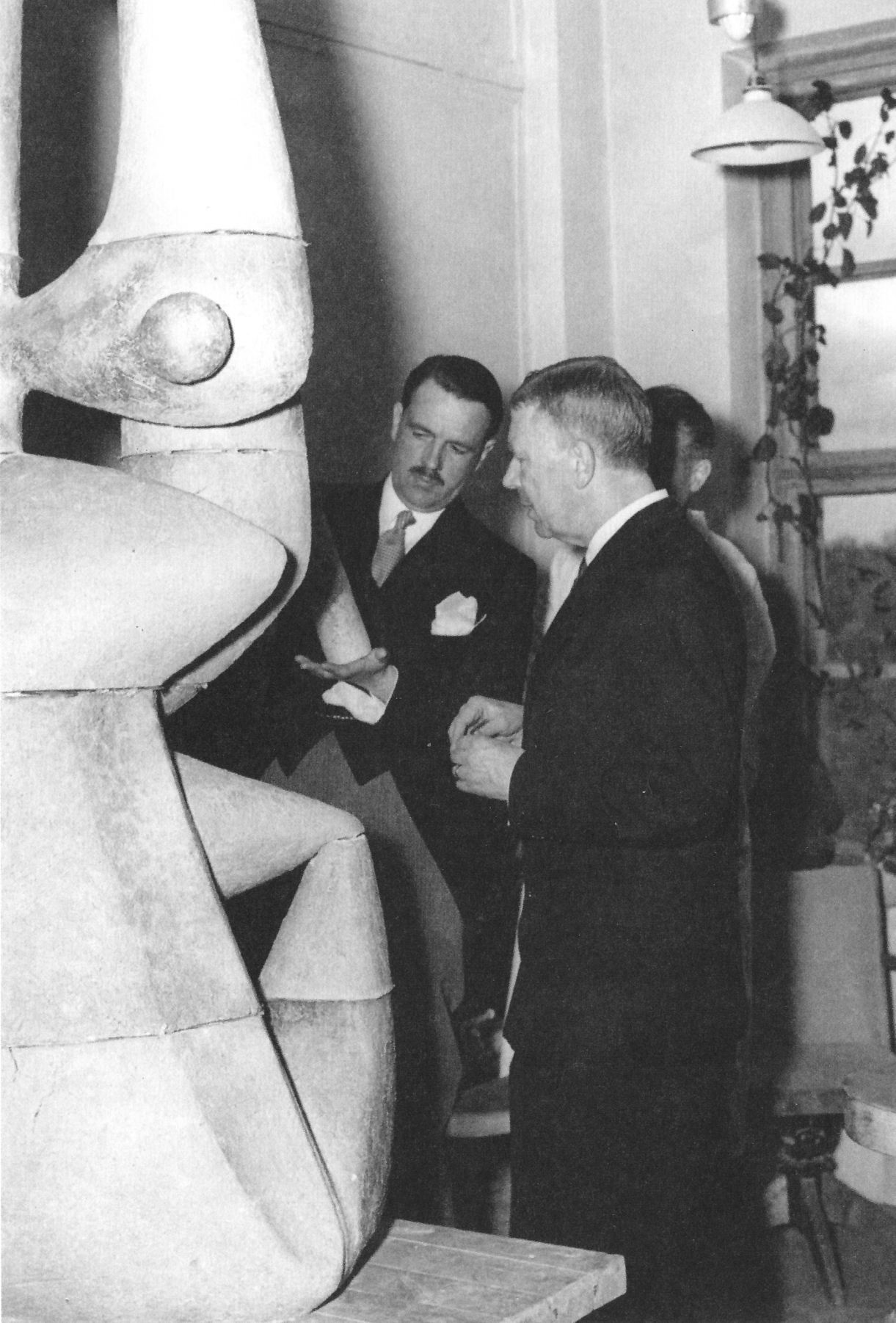
H. O. Gummerus (t.v.) visar en skulptur for svenska kungen Gustaf VI Adolf år 1952 i Helsingfors.

Herman Olof Johannes Gummerus, född 11 oktober 1909 i Helsingfors, död 8 april 1996, var en finländsk konstfrämjare, son till Herman Gummerus.
Den kosmopolitiskt uppfostrade H. O. Gummerus — han hade tillbringat bland annat flera år i Rom —  gjorde som verkställande direktör för Konstflitföreningen i Finland åren 1952–1975 en stor insats i att göra den finländska industriella formgivningen känd internationellt under efterkrigstiden. Vid triennalerna i Milano, där han med sitt världsvana sätt och sin språkkunnighet presenterade den efterkrigstida finländska formgivningen, resulterade året 1951 i hela 35 priser, varav sex Grand prix-utmärkelser.
Gummerus började sin bana som anställd vid Finska Notisbyråns utrikesavdelning 1936–1938. Han var därefter bland annat chef för pressbyrån för de Olympiska spelens utrikesavdelning 1938–1940, vidare chef för reklam och public relations för Arabia porslinsfabrik och Nuutajärvi glasbruk, bägge inom dåtida Wärtsilä Oy Ab 1947–1952.
Gummerus var medlem I Milano-triennalens högsta jury åren 1954 och 1957, samt dess vice ordförande 1960 och 1973. Han var vidare initiativtagare till återupprättandet av Konstindustrimuseet i Finland (Designmuseet). Han erhöll professors titel 1976.